# Amor viejo
«Amor viejo» es una canción grabada por el cantante y compositor mexicano Kevin Kaarl. La canción fue escrita y producida por él  mismo. Fue lanzada a través de YouTube el 18 de septiembre de 2018 como el primer sencillo de su carrera musical. La canción obtuvo más de 30 millones de visualizaciones en dicha plataforma, y más de 100 millones de reproducciones en Spotify.

## Video musical
El video musical de «Amor viejo» fue lanzado el 18 de septiembre de 2018 en la plataforma digital YouTube, fue producido por él mismo y se trata de un vídeo lírico. Cuenta con más de 30 millones de reproducciones.

## Lista de canciones

### Descarga digital
| Amor viejo— Single |              |          |  |
| N.º                | Título       | Duración |  |
| 1.                 | «Amor viejo» | 2:17     |  |